# セイラム (マサチューセッツ州)

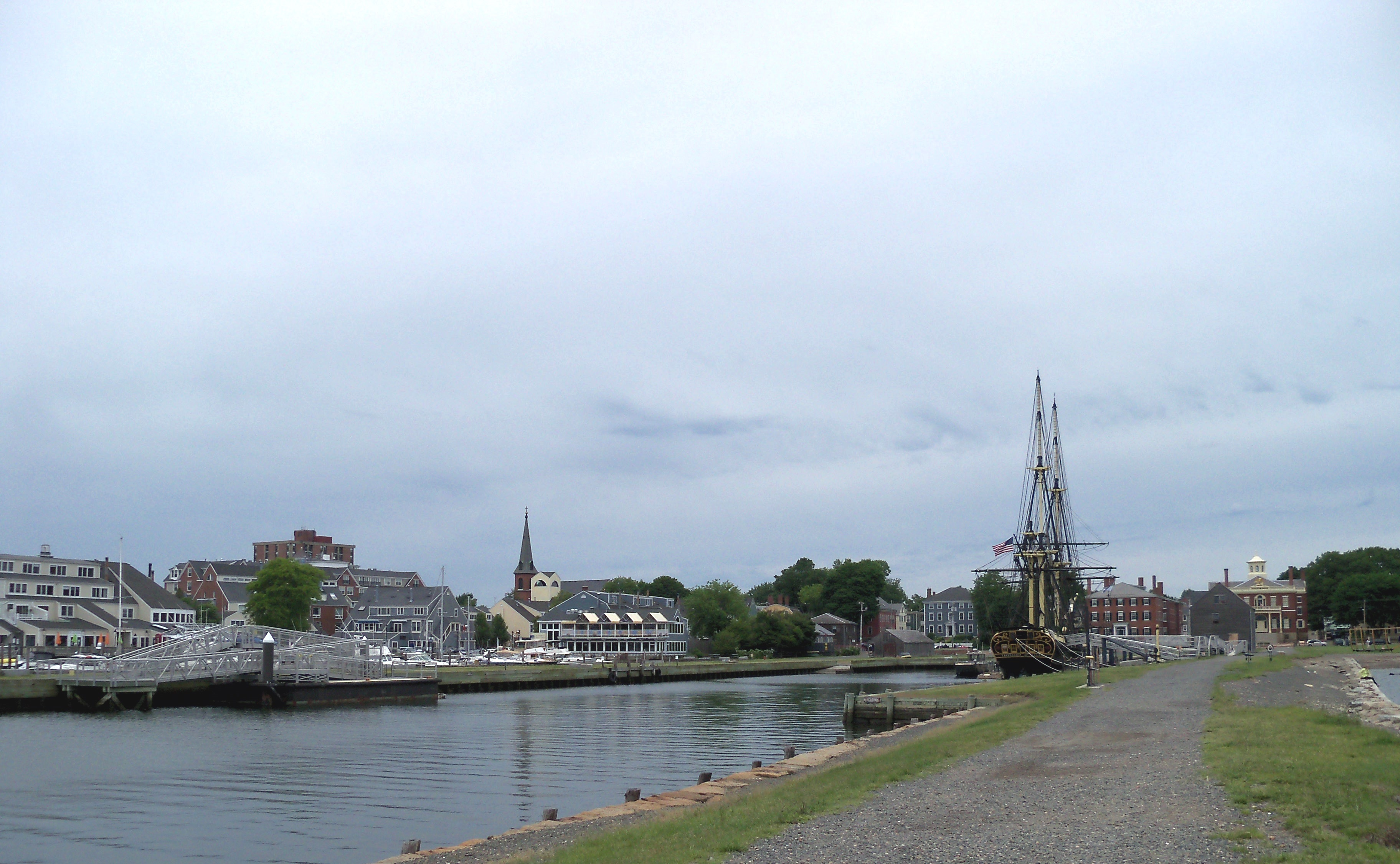
セイラム港

セイラム（英語: Salem）は、アメリカ合衆国マサチューセッツ州のエセックス郡にある都市。人口は4万4480人（2020年）。
ボストンの北東24キロメートルに位置している。古くから貿易港として栄えた。大航海時代の波止場が歴史地区として保存されている。セイラムの名は魔女狩りで有名であり、町の主要な観光資源となっている（後述）。

## 歴史

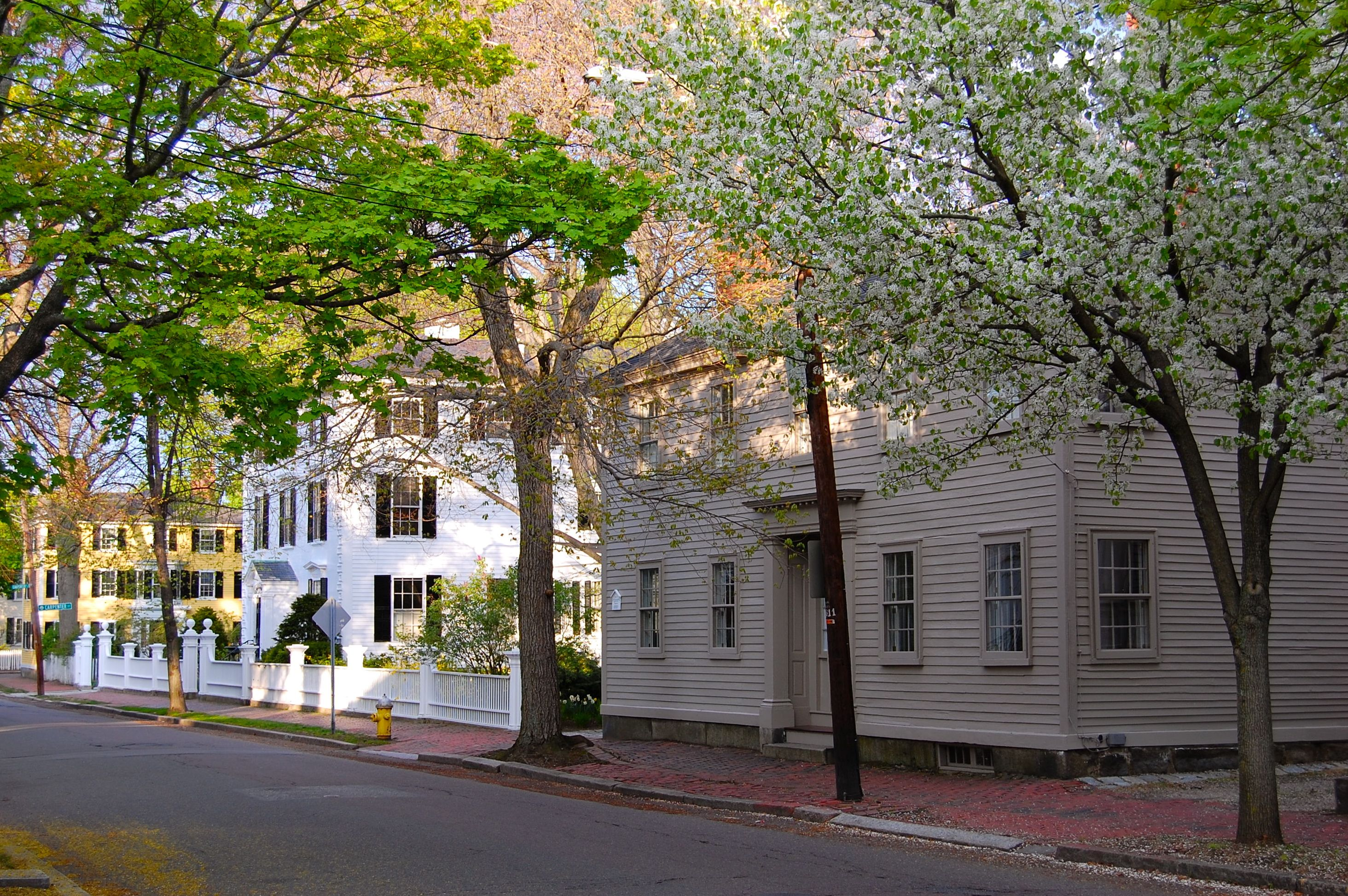
フェデラル通り

セイラムは1626年頃、ロジャー・コナントの率いる漁師らによって開かれた。後に、マサチューセッツ湾植民地の総督に任命されたジョン・エンデコットの統治下に置かれた。
魔女狩りは1692年に行われた。犠牲者の多くは、近くのセイラム村（現在のダンバーズ）の出身であった。
1914年には、大規模な火災のため、町のかなりの部分が失われた。

## 地理

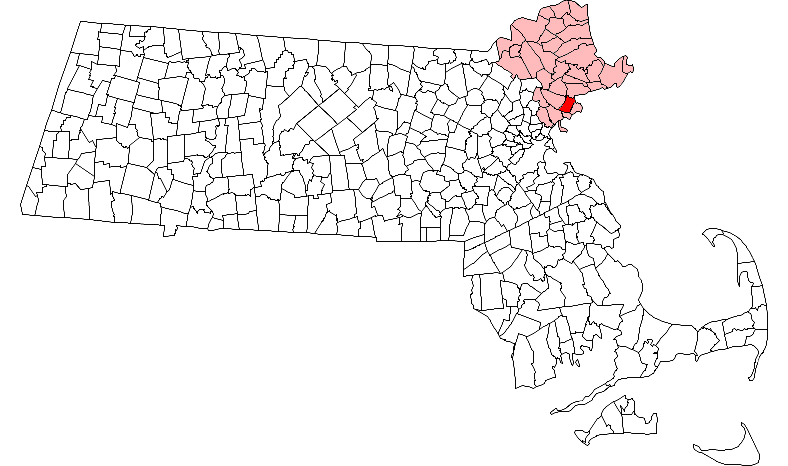
エセックス郡内の位置（赤）

セイラムは北緯42度31分10秒 西経70度53分50秒 / 北緯42.51944度 西経70.89722度に位置している。
アメリカ合衆国統計局によると、この都市は総面積46.8 km2 (18.1 mi2) である。このうち21.0 km2 (8.1 mi2) が陸地で25.8 km2 (9.9 mi2) が水域である。総面積の55.09%が水域となっている。

## 人口動静
2000年国勢調査で、人口は40,407人で、17,492世帯、及び9,708家族が暮らしていた。人口密度は1,926.1/km2 (4,986.0/mi2) である。866.3/km2 (2,242.7/mi2) の平均的な密度に18,175軒の住宅が建っている。この都市の人種的な構成は白人85.37%、アフリカン・アメリカン3.15%、先住民0.22%、アジア2.00%、太平洋諸島系0.05%、その他の人種6.74%、及び混血2.47%である。ここの人口の11.24%はヒスパニックまたはラテン系である。
この都市内の住民は20.2%が18歳未満の未成年、18歳以上24歳以下が10.4%、25歳以上44歳以下が33.4%、45歳以上64歳以下が21.9%、及び65歳以上が14.1%にわたっている。中央値年齢は36歳である。女性100人ごとに対して男性は86.5人である。18歳以上の女性100人ごとに対して男性は83.5人である。
この都市の世帯ごとの平均的な収入は44,033米ドルであり、家族ごとの平均的な収入は55,635米ドルである。男性は38,563米ドルに対して女性は31,374米ドルの平均的な収入がある。この都市の一人当たりの収入（英: per capita income）は23,857米ドルである。人口の9.7%及び家族の6.3%の収入は貧困線以下である。全人口のうち18歳未満の12.2%及び65歳以上の7.9%は貧困線以下の生活を送っている。

## 教育
- セイラム州立大学（en:Salem State University）

## 出身者、博物館

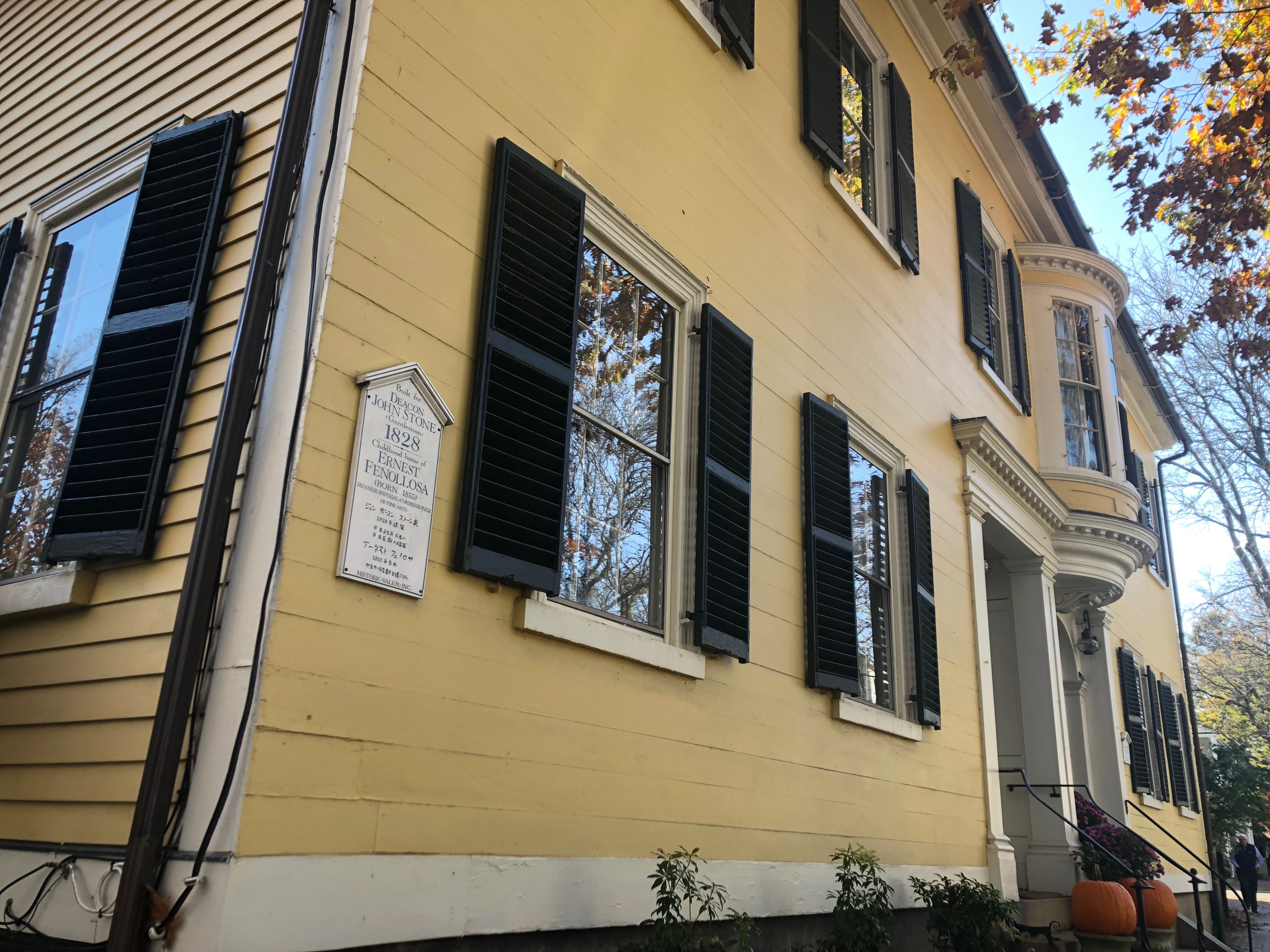
5 Chestnut Streetに立つフェノロサが育った家

町の出身である短編作家ナサニエル・ホーソーンの小説の舞台となった七破風の家も有名。このほか著名な出身者として、航海術に関する著作で知られるナサニエル・ボーディッチがいる。
エドワード・S・モースが館長を務めた、ピーボディ博物館がある。モースは、日本では大森貝塚の発見者として知られている。
日本美術を高く評価し文化財保護に尽力した、東洋美術史家で哲学者のアーネスト・フェノロサは、この地に生まれ育った。

## シンボル（魔女の街）

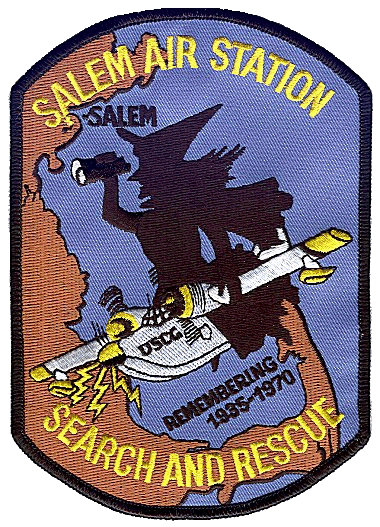
市内に所在していたアメリカ沿岸警備隊セイラム航空基地のパッチ

「セイラム」の名は、17世紀末に起こった魔女狩り（セイラム魔女裁判）でも知られる。ただし、事件の舞台となったのは本項のセイラム市（当時の名称は「Salem Town」）ではなく、約6km北に位置するセイラム村（英: Salem Village、現在のダンバース）であった。セイラム村にはセイラム市から3人の判事が派遣され、審理が行われた。このときの判事の一人ジョン・ホーソーンは、ナサニエル・ホーソーンの祖先にあたる。一連の魔女裁判の一部は、セイラム市でも開かれた。
忌まわしい事件の舞台となったセイラム村はのちにダンバースに名を改めたが、セイラム市では童話などに登場する「魔女」のイメージが街のシンボルとして扱われるようになった。
2009年現在、セイラム市では街のいたるところに魔女のマーク（シンボル）が溢れている。
- 土産物。
- セイラム警察のマーク。
- 地元のスポーツチーム（その多くが魔女に因む名称であり、チームエンブレムは「箒に乗る魔女のシルエット」となっている）。

## 日本との繋がり
1797年（寛政9年）、オランダ東インド会社はバタヴィアで米国の船会社と傭船契約を結んだ。そして、この会社の船がセイラムと長崎を往復した。1799年にオランダ東インド会社が解散した後も、セイラム・長崎貿易は1808年（文化6年）まで続いた。この日米貿易は日本とオランダの関係に配慮した特殊なもので、米国船が長崎に入港する際は、1795年に滅亡したオランダの国旗を掲げるようオランダ商館から要請された。セイラムから日本に向ったアメリカ船は次の通り。（詳しくは黒船来航を参照）
1. 1797年、ウィリアム・ロバート・スチュアート船長のイライザ号。
2. 1798年、同上。
3. 1799年、ジェームズ・デブロー船長のフランクリン号。
4. 1800年、ウィリアム・V・ハッチングス船長のマサチューセッツ号。
5. 1800年、ウィリアム・ロバート・スチュアート船長のエンペラー・オブ・ジャパン号。
6. 1801年、ミッシェル・ガードナー・ダービー船長のマーガレット号。
7. 1802年、ジョージ・スティルス船長のサミュエル・スミス。
8. 1803年、ジェームズ・マクニール船長のレベッカ号。
9. 1803年、ウィリアム・ロバート・スチュアート船長のナガサキ号。
10. 1806年、ヘンリー・リーラー船長のアメリカ号。
11. 1807年、ジョセフ・オカイン船長のエクリブス号。
12. 1807年、ジョン・デビッドソン船長のマウント・バーノン号。
13. 1809年、ジェームズ・マクニール船長のアメリカレベッカ号。

セイラムは、1984年から東京都大田区と姉妹都市として交流を行っている。毎年、区内の各中学校からセイラムに生徒が派遣されるなど、2009年現在においても、非常に両都市の交流は盛んである。
姉妹都市関係となる前から、大田区立郷土博物館とピーボディ・エセックス博物館との交流が盛んであった。